# Algeciras (Gerichtsbezirk)
Der Gerichtsbezirk Algeciras ist einer der 14 Gerichtsbezirke in der Provinz Cádiz.
Der Bezirk umfasst 3 Gemeinden auf einer Fläche von 836,80 km² mit dem Hauptquartier in Algeciras.

## Gemeinden
| Gemeinde                 | Einwohner (2024) | Fläche km² | Dichte Einw./km² | Cod INE | Postleitzahl |
| ------------------------ | ---------------- | ---------- | ---------------- | ------- | ------------ |
| Algeciras                | 124.978          | 85,80      | 1.457            | 11004   | 11200–11209  |
| Los Barrios              | 24.404           | 331,33     | 74               | 11008   | 11370        |
| Tarifa                   | 18.664           | 419,67     | 44               | 11035   | 11380        |
| Gerichtsbezirk Algeciras | 168.046          | 836,80     | 201              | –       | –            |